# Clare G. Fenerty
Clare Gerald Fenerty (* 25. Juli 1895 in Philadelphia, Pennsylvania; † 1. Juli 1952 ebenda) war ein US-amerikanischer Politiker. Zwischen 1935 und 1937 vertrat er den Bundesstaat Pennsylvania im US-Repräsentantenhaus.

## Werdegang
Clare Fenerty besuchte die öffentlichen Schulen seiner Heimat und danach bis 1916 das Saint Joseph’s College, ebenfalls in Philadelphia. Während des Ersten Weltkrieges diente er in den Jahren 1917 und 1918 in der US Navy. Nach einem anschließenden Jurastudium an der University of Pennsylvania und seiner 1921 erfolgten Zulassung als Rechtsanwalt begann er in Philadelphia in diesem Beruf zu arbeiten. Zwischen 1924 und 1929 gehörte er der juristischen Fakultät der zur University of Pennsylvania gehörenden Wharton School an. Von 1928 bis 1940 war er auch Mitglied eines Ausschusses zur Überarbeitung der Gesetze der Stadt Philadelphia (Member of the Philadelphia Board of Law Examiners). Außerdem war er zwischen 1928 und 1935 stellvertretender Bezirksstaatsanwalt in Philadelphia.
Politisch war Fenerty Mitglied der Republikanischen Partei. Bei den Kongresswahlen des Jahres 1934 wurde er im dritten Wahlbezirk von Pennsylvania in das US-Repräsentantenhaus in Washington, D.C. gewählt, wo er am 3. Januar 1935 die Nachfolge von Alfred M. Waldron antrat. Da er im Jahr 1936 nicht bestätigt wurde, konnte er bis zum 3. Januar 1937 nur eine Legislaturperiode im Kongress absolvieren. Während dieser Zeit wurden dort weitere New-Deal-Gesetze der Roosevelt-Regierung verabschiedet, denen Fenertys Partei eher ablehnend gegenüberstand. Im Jahr 1935 wurden erstmals die Bestimmungen des 20. Verfassungszusatzes angewendet, wonach die Legislaturperiode des Kongresses jeweils am 3. Januar endet bzw. beginnt.
Nach dem Ende seiner Zeit im US-Repräsentantenhaus praktizierte Fenerty zunächst wieder als Anwalt. Von 1939 bis zu seinem Tod am 1. Juli 1952 war er Berufungsrichter in Philadelphia.